# Walter Fitzwalter

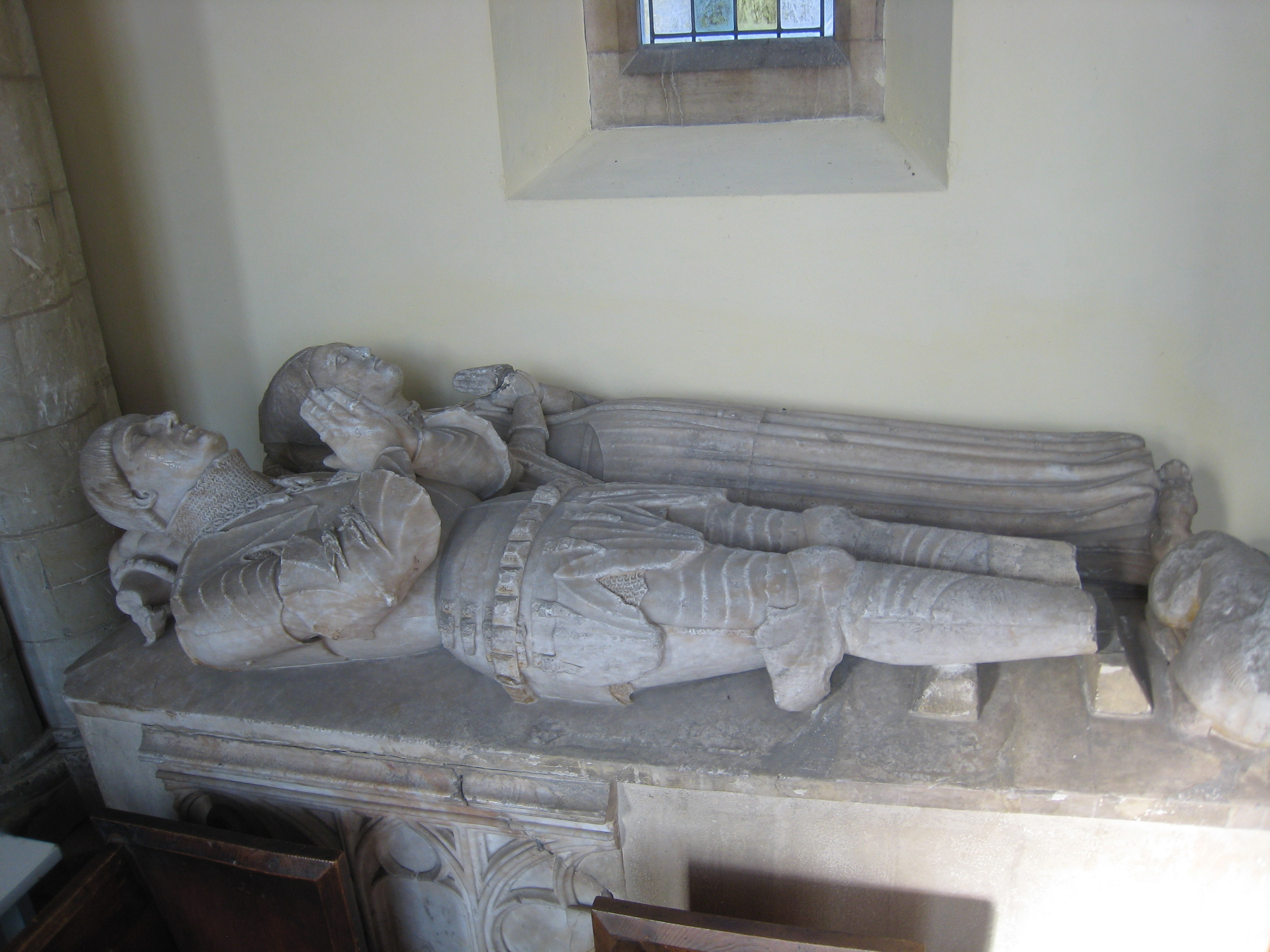
Grafmonument van Walter Fitzwalter en zijn vrouw Elisabeth Chideock.

Walter Fitzwalter (± 1400 - 23 november 1431) was de 7e baron Fitzwalter, militair en een Engelse staatsman.

## Levensloop
Hij was een zoon van Walter Fitzwalter en Joan Devereux. Na de dood van zijn ouders werd hij opgevoed door zijn vaders stiefmoeder Phillipa Mohun, hertogin van York en haar man Eduard van Norwich. Walter erft in 1415 de bezittingen van baron Fitzwalter van zijn oudere broer Humpfrey, die dan overlijdt. Walter werd een vaste gast aan het Engelse hof en ontvangt in 1420 de ridderslag van Hendrik V van Engeland. Hetzelfde jaar neemt hij deel aan de Honderdjarige Oorlog met de Engelse koning die een veldtocht door Normandië maakt en is aanwezig bij het beleg van Melun. Op 22 maart 1421 was hij aanwezig bij de Slag bij Baugé, waar hij door de Fransen gevangen werd genomen. Hij werd pas in 1423 vrij gelaten door de Fransen, nadat er een flink losgeld was betaald dat deels afkomstig was van zijn overleden stiefmoeder Phillipa Mohun.
Hij werd in 1425 benaderd door Humphrey van Gloucester om een Engelse vloot te leidde, deze wilde aanspraak maken op de graafschappen Holland en Zeeland doordat hij zich met Jacoba van Beieren had verloofd. In januari 1426 landde Walter met zijn manschappen in Zeeland, waar de Slag bij Brouwershaven plaats vond. De Engelse en hun Zeeuwse medestanders werden overrompeld door de Bourgondische manschappen onder Filips de Goede en moesten vluchten. In 1429 en 1430 had Walter zitting in het Parlement van Engeland om vervolgens in 1431 weer deel te nemen aan een veldtocht in Frankrijk. Daar sterft hij onder onbekend gebleven omstandigheden. Zijn lichaam werd naar Engeland overgebracht en bijgezet in het Little Dunmow Priory gelegen in het graafschap Essex. Zijn opvolger werd dochter Elisabeth Fitzwalter (1430-1505).